# Pont Zenneck
Le pont Zenneck (en allemand : Zenneckbrücke) est situé à l'est du centre-ville de Munich.
Le pont relie l'île aux Musées à la rive orientale du Kleiner Isar. Avec le pont Bosch sur le Grand Isar, il sert à relier le Deutsches Museum. Comme la cour intérieure du bâtiment du musée avec l'entrée principale est librement accessible 24h/24, les deux ponts relient également l'Isarvorstadt au quartier Au. Le pont porte le nom de Jonathan Zenneck, président du conseil d'administration du Deutsches Museum à partir de 1933.
Le pont a été construit avec le pont Bosch de l'autre côté de l'île aux Musées dans les années 1924-35 par August Blössner.

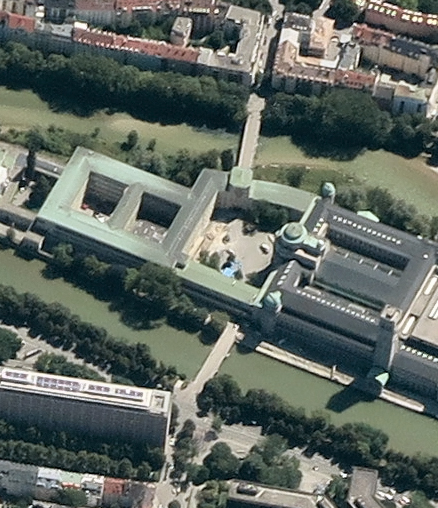
Pont Zenneck (ci-dessus) et pont Bosch (ci-dessous)
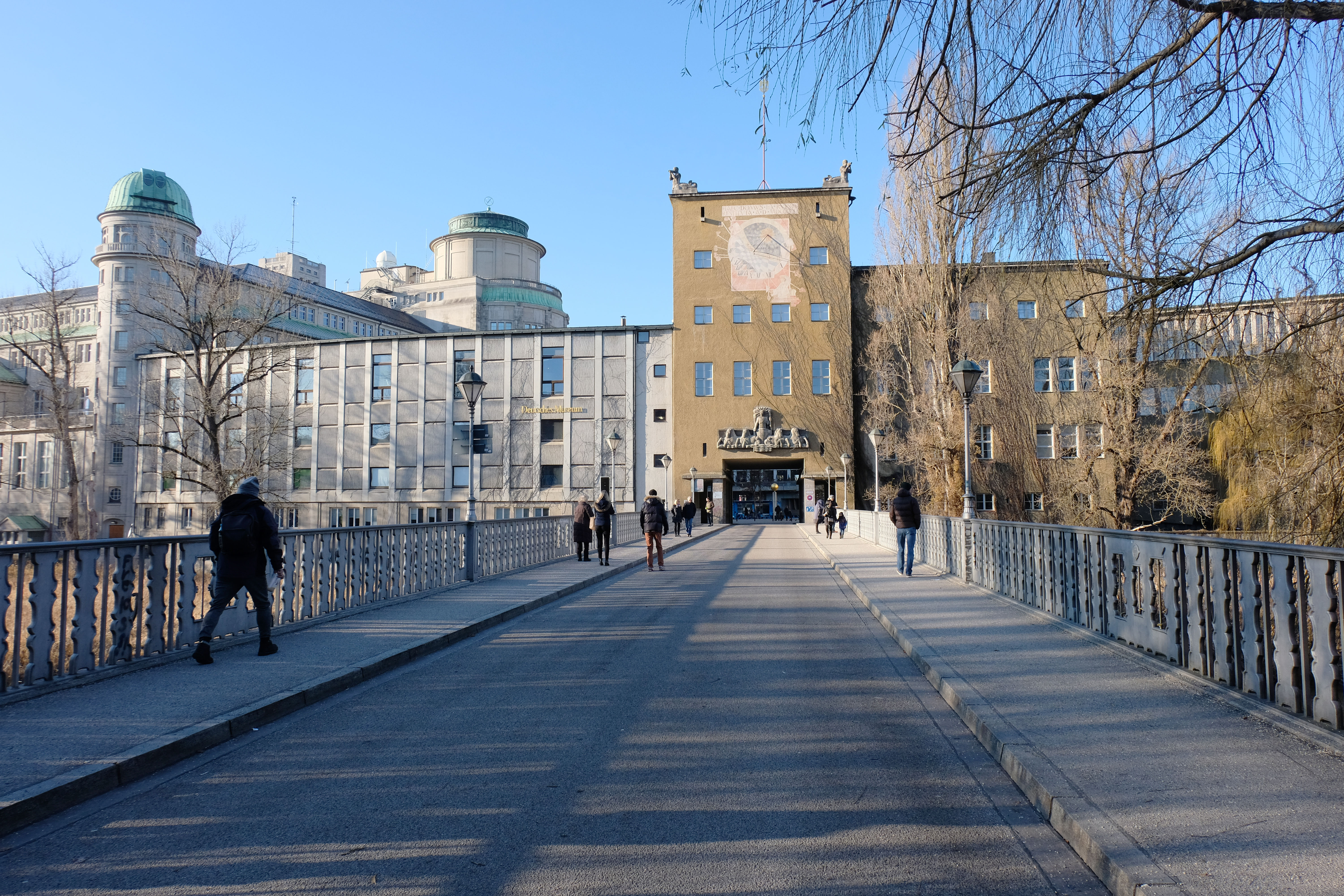
Pont Zenneck avec le Deutsches Museum en arrière-plan

## Littérature
- Christine Rädlinger, Geschichte der Münchner Brücken, München, Landeshauptstadt München, Baureferat et Verlag Franz Schiermeier, 2008, 287 p. (ISBN 978-3-9811425-2-5)